# 使徒斋期
使徒斋期或称圣使徒斋期、彼得保罗斋期、圣彼得斋期是遵从拜占庭礼的基督教教会以及各东方正统教会所守的斋戒之一。斋期于正教会诸圣节后一日开始，由于葩斯哈（复活节）对于公历来说是变动的，使徒斋期的长短也因而是变动的。早在4世纪时该斋期就被圣阿萨那修斯在向君士坦斯一世的致信中提到过，是基督教最早的斋戒之一。
使徒斋期没有大斋期及帡幪斋期那样严格，但也禁止守斋者食用红肉、禽肉、肉制品、蛋、乳制品、鱼、油和酒。许多正教徒仅在周三和周五不食用鱼、酒和油。安提阿教会在斋期的特定周末才可食用前三者，较其他教会稍严。
目前正教会有关使徒斋期的戒律可以追溯到君士坦丁堡斯图狄奥斯修道院，而基輔洞窟修道院于11世纪开始形成目前的戒律，随后这些戒律传至俄罗斯。在修道院中，使徒斋期期间的周三、周五只允许食用面包、水或果干。周二、周四、周六、周日可以食用油、酒和鱼。此外，僧侣除周六周日外须每日俯伏主前百次。